# 国連平和の鐘を守る会
一般社団法人国連平和の鐘を守る会（こくれんへいわのかねをまもるかい、英: Association for the Preservation of UN Peace Bell）は、1954年に、当時日本国際連合協会評議員で、後に愛媛県宇和島市長となる中川千代治が制作し、日本国際連合協会を通してニューヨーク国連本部に寄贈された日本の平和の鐘（国連平和の鐘）と、その意味、中川千代治の世界平和にかける想いを正しく伝え、現代、そして未来へつなげていくことを目的として、中川千代治没後43年となる2015年、中川千代治の6女、高瀬聖子が代表として立ち上げた一般社団法人である。会の名称と活動は国連にも正式に認可されている。所在地は東京都多摩市。

## 活動目的
一般社団法人国連平和の鐘を守る会は、主義、主張、宗派、人種、国の違いを乗り越えて、人類は一体であり、その目指すところは世界絶対平和であるという信念のもと、世界のコインを集め鋳込んだ「世界絶対平和万歳の鐘」をニューヨーク国連本部に寄贈した中川千代治の「二度と戦争をしてはならない」という平和への思いを正しく伝え、広め、新しい世代へ継承していく活動を行うことで世界平和に貢献することを目的として活動している団体である。
主な活動は、
- 『日本の平和の鐘』及び、大阪万博公園にある『平和の鐘』に関連する行事に積極的に参加し、支援すると共に、鐘の保存、修理、補修管理を支援する。
- 『日本の平和の鐘』の成り立ちと意義、経緯を、講演などを通して世界に伝える。
- 地域や学校と連携して、広く社会に平和の大切さを考える機会を提供する。

## 活動内容

### 国連に於ける『日本の平和の鐘』鐘打式典への参加
毎年9月の国連総会の開催、及び9月21日の『国際平和の日』に因んで、ニューヨークの国連本部に各国の代表などが集まり、事務総長が鐘打する『日本の平和の鐘』鐘打式典が開催されており、高瀬聖子代表が参加。
- 2016年9月16日NY国連本部　国連平和デー国連鐘打式に出席[5]
- 2019年9月20日NY国連本部　国連平和デー国連鐘打式典に出席[6]

### 講演活動
代表の高瀬聖子は、日本各地の小中学校や地域イベントを回り、日本の平和の鐘の成り立ちや中川千代治についての講演を行っている。

### 大阪場万博記念公園『平和の鐘』を守る活動
1970年の大阪万博の際に、中川千代治が国連に寄贈した『日本の平和の鐘』を万博会場に展示するため、日本に里帰りさせた。その際に、『日本の平和の鐘』と同じ鐘を作って、留守番鐘として、ニューヨーク国連本部に置いた。そして、万博終了後に鐘を入れ替え、その時の留守番鐘が、現在大阪万博記念公園『平和の鐘』として設置されている。
国連平和の鐘を守る会は、大阪府と連携して、その鐘の補修管理と、鐘打式典を主催するなど、鐘の意義を広める活動を行っている。

### 『日本の平和の鐘』のレプリカの製作と贈呈
中川千代治が『日本の平和の鐘』のレプリカ150個を製作して、世界各国の大使館に贈呈し、世界平和の意味を伝えた遺志を継ぎ、千代治が当時集め、『日本の平和の鐘』に溶かし入れた世界各国のコインなどをインゴットとして保管しており、それを必ず削り入れ、さらに世界各国、日本各地から贈られたコインなどを鋳込んだ『日本の平和の鐘』のレプリカを製作し、世界平和のメッセージを伝えている。